# Sebec
Sebec – miasto w Stanach Zjednoczonych, w stanie Maine, w hrabstwie Piscataquis.